# Falx cerebelli
Die Falx cerebelli (lat.-anat. für „Kleinhirnsichel“) ist eine in der Medianlinie stehende, an der Innenseite der Schädelkalotte befestigte Platte. Sie wird von der harten Hirnhaut (Dura mater) gebildet und setzt die Falx cerebri unter dem Tentorium cerebelli bis zum Foramen magnum fort. Ihre Ansatzstelle am Hinterhauptbein (Os occipitale) ist die Crista occipitalis interna. Beim Menschen ist die Falx cerebelli variabel ausgebildet und fasst den Sinus occipitalis (siehe Sinus durae matris) ein.